# Phyllonotus
Phyllonotus é um gênero de moluscos gastrópodes marinhos, carnívoros, pertencentes à família Muricidae. Foi descrito por William John Swainson em 1833. Suas espécies também fizeram parte dos gêneros Murex ou Chicoreus, no passado, e ainda recebem o termo Murex como sua denominação vernácula. Sua espécie-tipo é Phyllonotus margaritensis (Abbott, 1958).
Algumas espécies antes pertencentes ao gênero Phyllonotus são agora incluídas nos gêneros Hexaplex, Ocinebrellus e Chicomurex.

## Espécies
- Phyllonotus eversoni (D'Attilio, Myers & Shasky, 1987)
- Phyllonotus globosus Emmons, 1858
- Phyllonotus guyanensis Garrigues & Lamy, 2016
- Phyllonotus margaritensis (Abbott, 1958)
- Phyllonotus mexicanus (Petit de la Saussaye, 1852)
- Phyllonotus oculatus (Reeve, 1845)
- Phyllonotus peratus Keen, 1960
- Phyllonotus pomum (Gmelin, 1791)
- Phyllonotus salutensis Garrigues & Lamy, 2016
- Phyllonotus whymani Petuch & Sargent, 2011[1]